# جيرمي سوليفان بلاك
جيرمي سوليفان بلاك (بالإنجليزية: Jeremiah S. Black)‏ (10 كانون الثاني يناير 1810-19 اب أغسطس 1883) محامي ورجل دولة أمريكي شغل منصب النائب العام في بنسيلفانيا (1851-1854) ثم شغل منصب نائب عام الولايات المتحدة (1857-1860) كما تولى حقيبة الخارجية الأمريكية تحت رئاسة الرئيس جيمس بيوكانان.

## روابط خارجية
- جيرمي سوليفان بلاك على موقع الموسوعة البريطانية (الإنجليزية)
- جيرمي سوليفان بلاك على موقع إن إن دي بي (الإنجليزية)